# Щитковый сцинк
Щитковый сцинк (лат. Eurylepis taeniolatus) — вид ящериц из семейства сцинковых.

## Описание

### Внешний вид
Щитковый сцинк — довольно крупный сцинк (общая длина превышает 30 см) с удлинённым телом, короткими конечностями и длинным, утолщенным у основания хвостом. Окраска верхней стороны тела коричневатая, буровато-серая или серо-стальная с характерным бронзовым отливом и многочисленными мелкими тёмными пятнами, которые на хвосте расположены поперечными рядами. Горло и брюхо ярко-оранжевые или жёлтые. От близких видов отличается одним рядом расширенных чешуй (щитков) вдоль хребта.

### Распространение
Ареал вида охватывает Саудовскую Аравию, Йемен, южную часть Туркменистана, Пакистан, Афганистан и Кашмир (Индия).

### Образ жизни
Встречается в предгорьях, на склонах холмов и насыпях оросительных каналов, в садах, на виноградниках. Предпочитает каменистые участки с изреженной кустарниковой и древесной растительностью. В горы поднимается до высоты 1300—1600 м над уровнем моря. В качестве убежищ использует трещины в почве и норы других животных, например, грызунов и черепах, но в мягком грунте может рыть и собственные норы длиной до 40 см.
В зимнюю спячку уходит во второй половине августа. В жаркие летние месяцы (июнь-июль) может впадать и в летнюю спячку, обычно переходящую в зимнюю. После зимовки появляется во второй половине апреля.

### Питание
Питается различными беспозвоночными: насекомыми, скорпионами, пауками, мокрицами, моллюсками. Иногда поедает плоды и листья растений.

### Размножение
В июне самки откладывают 3—6 яиц размером 10 х 22-23 мм. Молодые ящерицы появляются в первой половине августа. Половой зрелости достигают на третьем году жизни.

## Классификация
Ранее щиткового сцинка относили к роду Eumeces.
Выделяют три подвида:
- Eurylepis taeniolatus arabicus — распространен в Аравии.
- Eurylepis taeniolatus parthianicus — распространен на юге Туркменистана, главным образом в предгорьях Копетдага и долинах прилежащих рек, а также изолированно в правобережной долине среднего течения Амударьи.
- Eurylepis taeniolatus taeniolatus